# 多比良站

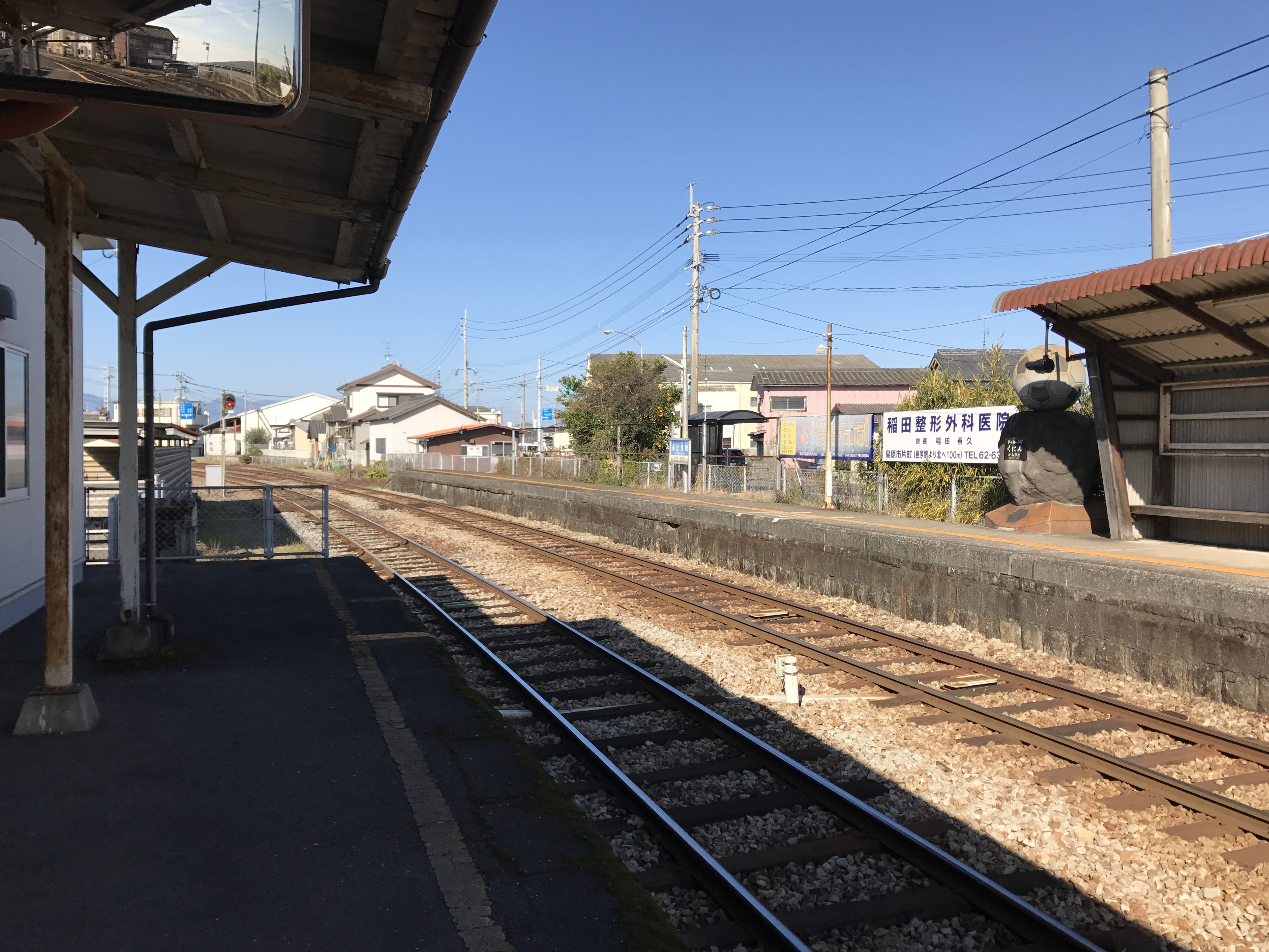
站內。右邊島原方向月台上設有足球模樣的石碑

多比良站（日语：／ Taira eki */?）是位於長崎縣雲仙市國見町船津，島原鐵道的島原鐵道線車站。

## 歷史
- 1913年（大正2年）5月10日 - 多比良町站（日语：／）啟用[1]。
- 1984年（昭和59年）9月30日 - 成為業務委託車站。
- 2013年（平成25年） - 車站大樓重建（設置了廁所、斜道和多用途廁所）。
- 2019年（令和元年）10月1日 - 車站改名為多比良站[2]。

## 車站構造
車站是一座地面車站，設有2面2線的相對式月台。兩月台之間設有兩座站內平交道連接（沒有遮斷機和警報機）。南邊月台上設有候車室，也鄰接車站大樓。
此站鄰近全日本著名的足球隊伍長崎縣立國見高等學校，在南邊月台候車室旁設置了足球的石碑。
車站大樓是一座一層高的建築物。大樓內設有車站事務室和候車室。此站是有人車站，沒有自動售票機，車票可在候車室內的窗口中購入。

### 月台
| 月台 | 路線        | 上下行 | 方向                 | 備註 |
| ---- | ----------- | ------ | -------------------- | ---- |
| 1    | ■島原鉄道線 | 上行   | 本諫早、諫早方向     |      |
| 2    | ■島原鉄道線 | 下行   | 島原船津、島原港方向 |      |

## 車站周邊
車站北邊設有東西方向的國道251號。北邊設有漁協相關的建築物，在該處北邊為海邊。車站南邊設有東西走向的市區道路。站前設有商店，也有國見郵局和正覺寺。
雲仙市的國見綜合分所（舊國見町公所）位於越過土黑川的對面。距離此站西邊600米。前往熊本縣長洲港的渡輪在多比良港，港口位於車站西北方，土黑川對面岸。
上述提及的長崎縣立國見高等學校位於市區南邊約800米處。
高速巴士「島原號」停靠車站附近地方。

## 使用狀況
在2012年度的一年總乘車人次為81,858人，下車人次為77,350人。
以下為近年一年總乘車人次和下車人次變化。
| 年度               | 一年總 乘車人次 | 一年總 下車人次 |
| ------------------ | --------------- | --------------- |
| 2000年（平成12年） | 133,453         | 128,012         |
| 2001年（平成13年） | 126,579         | 122,292         |
| 2002年（平成14年） | 116,474         | 114,852         |
| 2003年（平成15年） | 119,074         | 117,854         |
| 2004年（平成16年） | 104,238         | 105,209         |
| 2005年（平成17年） | 103,083         | 102,577         |
| 2006年（平成18年） | 94,554          | 92,322          |
| 2007年（平成19年） | 84,023          | 82,312          |
| 2008年（平成20年） | 77,808          | 73,673          |
| 2009年（平成21年） | 81,870          | 78,998          |
| 2010年（平成22年） | 86,378          | 83,551          |
| 2011年（平成23年） | 83,649          | 79,695          |
| 2012年（平成24年） | 81,858          | 77,350          |

## 相鄰車站
島原鐵道
■島原鐵道線
急行
神代－多比良－大三東
普通
神代－多比良－有明湯江

## 注腳
1. ↑  「軽便鉄道運輸開始」『官報』1913年5月13日（國立國會圖書館數碼化收藏）
2. ↑  「10月以降の鉄道・バスの各種変更について」島原鉄道　お知らせ　2019年8月23日 （页面存档备份，存于）（日語）
3. ↑  第61版（平成26年）長崎統計年鑑 （页面存档备份，存于）（日語） - 長崎縣
4. ↑  長崎縣統計年鑑  （页面存档备份，存于）（日語），2020年9月5日參閲

## 外部連結
- 多比良站 - 島原鐵道 （页面存档备份，存于）（日語）